# Diego Claut
Diego Claut (Caracas; 3 de enero de 2008) es un futbolista venezolano que juega como delantero centro en el Deportivo Miranda de la Segunda División de Venezuela.

## Trayectoria
Claut comenzó su carrera profesional en 2024 con el Deportivo Miranda. En la temporada 2024-25, debutó en la Segunda División de Venezuela, marcando un gol en el minuto 90+1 contra la Fundación AIFI, que dio la victoria por 0-1 cuando el partido estaba llegando a su fin.

## Selección nacional

### Selecciones juveniles
Inició su participación en la selección venezolana con la categoría sub-15, donde disputó el Campeonato Sudamericano de Fútbol Sub-15 de 2023 en Bolivia. donde la selección venezolana no pasó de la fase de grupos por diferencia de goles. Disputaría el partido contra Ecuador que terminó en una derrota de cuatro a uno.
En 2025 participó con la selección venezolana sub-17, donde disputó el Campeonato Sudamericano de Fútbol Sub-20 de 2025 en Colombia. Disputó el partido contra Bolivia, que terminó con una victoria por cero a dos, y marcó el primer gol en el minuto 27. En dicho torneo, la selección de Venezuela obtuvo el tercer puesto, lo que le valió la medalla de bronce, y él fue el máximo goleador de la selección con cuatro goles..

### Participaciones internacionales
| Competición                 | Sede     | Resultado | Partidos | Goles | Asist. |
| --------------------------- | -------- | --------- | -------- | ----- | ------ |
| Sudamericano Sub-15 de 2023 | Bolivia  | 6.° lugar | 4        | 0     | 0      |
| Sudamericano Sub-17 de 2025 | Colombia | 3.° lugar | 5        | 4     | 0      |

### Goles internacionales
| N.º | Fecha               | Sede                                                   | Rival    | Marcador | Resultado | Competición                        |
| --- | ------------------- | ------------------------------------------------------ | -------- | -------- | --------- | ---------------------------------- |
| 1   | 28 de marzo de 2025 | Estadio Olímpico Jaime Morón León, Cartagena, Colombia | Bolivia  | 0–1      | 0–2       | Torneo Sudamericano Sub-17 de 2025 |
| 2   | 1 de abril de 2025  | Estadio Olímpico Jaime Morón León, Cartagena, Colombia | Ecuador  | 0–0      | 0–1       | Torneo Sudamericano Sub-17 de 2025 |
| 3   | 5 de abril de 2025  | Estadio Jaraguay, Montería, Colombia                   | Uruguay  | 1–1      | 2–2       | Torneo Sudamericano Sub-17 de 2025 |
| 5   | 9 de abril de 2025  | Estadio Olímpico Jaime Morón León, Cartagena, Colombia | Colombia | 1–1      | 5–1       | Torneo Sudamericano Sub-17 de 2025 |

## Estadísticas

### Clubes
Actualizado al último partido disputado el 15 de abril de 2025.
| Club                                | Div.          | Temporada     | Liga  | Liga  | Liga   | Copas nacionales | Copas nacionales | Copas nacionales | Copas internacionales | Copas internacionales | Copas internacionales | Total | Total | Total  |
| Club                                | Div.          | Temporada     | Part. | Goles | Asist. | Part.            | Goles            | Asist.           | Part.                 | Goles                 | Asist.                | Part. | Goles | Asist. |
| ----------------------------------- | ------------- | ------------- | ----- | ----- | ------ | ---------------- | ---------------- | ---------------- | --------------------- | --------------------- | --------------------- | ----- | ----- | ------ |
| Deportivo Miranda F. C. · Venezuela | 2.ª           | 2023-24       | 2     | 1     | 0      | 0                | 0                | 0                | ―                     | ―                     | ―                     | 2     | 1     | 0      |
| Deportivo Miranda F. C. · Venezuela | 2.ª           | 2024-25       | 1     | 0     | 0      | 0                | 0                | 0                | ―                     | ―                     | ―                     | 1     | 0     | 0      |
| Deportivo Miranda F. C. · Venezuela | Total club    | Total club    | 3     | 1     | 0      | 0                | 0                | 0                | ―                     | ―                     | ―                     | 3     | 0     | 0      |
| Total carrera                       | Total carrera | Total carrera | 3     | 1     | 0      | 0                | 0                | 0                | ―                     | ―                     | ―                     | 3     | 0     | 0      |